# Myrmoborus
Myrmoborus é um género de ave da família Thamnophilidae.

## Espécies
- Papa-formiga-de-sobrancelha, Myrmoborus leucophrys
- Formigueiro-liso, Myrmoborus lugubris
- Formigueiro-liso-do-solimões, Myrmoborus berlepschi[1]
- Formigueiro-liso-do-rio-negro, Myrmoborus stictoperus[1]
- Formigueiro-de-cara-preta, Myrmoborus myotherinus
- Formigueiro-de-rabo-preto, Myrmoborus melanurus